# 6707 Shigeru
6707 Shigeru este un asteroid din centura principală de asteroizi.

## Descriere
6707 Shigeru este un asteroid din centura principală de asteroizi. A fost descoperit pe 13 noiembrie 1988 la Kitami de Masayuki Yanai și Kazuro Watanabe. Asteroidul prezintă o orbită caracterizată de o semiaxă mare de 2,29 ua, o excentricitate de 0,18 și o înclinație de 6,2° în raport cu ecliptica.